# Lillian Barylli-Fayer
Lillian Barylli-Fayer (* 8. Juli 1917 in New York; † 14. Dezember 2014 in Wien) war eine österreichische Künstler-Fotografin.

## Leben
Lillian Fayer entstammte einer Familie von Fotografen. Bereits ihr Urgroßvater war ein Mitarbeiter von Louis Daguerre und eröffnete auf sein Anraten und mit dessen Unterstützung das erste Fotostudio. Die erste urkundliche Erwähnung der Familien-Fotodynastie Fayer findet man um 1850 in Budapest.
Lillian Fayer wurde 1917 in New York geboren, wo ihr aus Ungarn stammender Vater Georg Fayer (1892–1950) als Fotograf arbeitete und namhafte Künstler ablichtete. 1922 übersiedelten sie nach Budapest, 1924 nach Wien. 1935 eröffnete ihr Vater ein Fotostudio in London, wo er als Society- und Künstler-Fotograf auch für die königliche Familie arbeiten durfte. 1937 kehrte die Familie von London nach Wien zurück, wo Lillian im Foto-Atelier ihres Vaters mitarbeitete. Ihre Ausbildung erhielt sie an der Graphischen Lehr- und Versuchsanstalt in Wien sowie bei ihrem Vater.
Im Jahr 1942 übernahm Lillian Fayer das Fotostudio des Vaters im Heinrichshof gegenüber der Wiener Staatsoper. Am 12. März 1945 verursachte ein Luftangriff einen Brand, der das Gebäude schwer beschädigte. Als Ersatz für das zerstörte Atelier wurden nach dem Krieg Räumlichkeiten am Opernring 6 bezogen, wo sich das Fotostudio auch heute (Stand 2014) noch befindet und als Familienbetrieb von ihrem Sohn Andreas Barylli-Fayer (* 1945) geführt wird. Ihr zweiter Sohn Georg (* 1949) war ebenfalls im Unternehmen tätig, Andreas Barylli-Fayer wurde 1997 zum Präsidenten des Weltverbandes der Berufsfotografen (WCPP – World Council of Professional Photographers) gewählt.
1952 wurde Lillian Fayer eingeladen bei den Salzburger Festspielen Porträtfotos für Vitrinen und für den Postkartenverkauf der Künstler zu machen – eine Tätigkeit, der sie bis 1961 jeden Sommer nachging. Für die Wiener Staatsoper erstellte Lillian Fayer vor allem während der Ära von Herbert von Karajan (1956 bis 1964) neben Pressefotos auch Rollen- und Kostümporträts, die dann als Postkarten verkauft wurden. Zum 100-jährigen Jubiläum der Staatsoper (1969) wurden acht Sondermarken nach ihren Fotos geprägt.
Neben den Salzburger Festspielen und der Wiener Staatsoper fotografierte sie auch für die Volksoper Wien, das Raimundtheater und das Theater an der Wien. Fayer war 1958 Mitbegründerin der Gesellschaft für Musiktheater.
Anlässlich des 95. Geburtstages von Lillian Barylli-Fayer fand im Gustav Mahler-Saal in der Wiener Staatsoper von Mai bis September 2012 die Fotoausstellung Portraits by Fayer statt. Gezeigt wurde eine Auswahl der rund 30.000 Fotos, die Barylli-Fayer ab den 1960er-Jahren von Künstlerinnen und Künstlern an der Wiener Staatsoper erstellt hatte.
Lillian Barylli-Fayer war in erster Ehe mit dem Geiger der Wiener Philharmoniker Walter Barylli (1921–2022) verheiratet. Aus dieser Verbindung entstammen die beiden Söhne Andreas und Georg.
Am 14. Dezember 2014 verstarb die von Staatsoperndirektor Dominique Meyer als Staatsopernchronistin bezeichnete Künstlerin im Alter von 97 Jahren in Wien.

## Auszeichnungen
- 1990: Goldenes Verdienstzeichen der Republik Österreich[16]
- 2002: Goldenes Verdienstzeichen des Landes Wien[4]
- Mitglied des Ehrenkomitees der Freunde der Wiener Staatsoper[17][3]

## Werke
- Kirsten Liese, mit Fotografien von Lillian Fayer: Elisabeth Schwarzkopf: vom Blumenmädchen zur Marschallin. Wien, Molden-Verlag, 2007. ISBN 978-3-85485-218-6
- Lillian Fayer, Dieter Zöchling: Von Don Charlos bis Parsifal: Plácido Domingo 25 Jahre an der Wiener Staatsoper. Wien, VPHL, 1992. ISBN 3-901239-00-6